# Saison 1991-1992 du Montpellier Hérault Sport Club
Maillots
Chronologie
Saison précédente Saison suivante
La saison 1991-1992 du Montpellier HSC a vu le club évoluer en Division 1 pour la cinquième saison consécutive. 
Les pailladins démarrent difficilement la saison, mais le retour en grâce de Vincent Guérin associé à la patte magique de Fabrice Divert permet au club de se replacer et de terminer aux portes de l'Europe, à la 6e place du championnat. 
Les montpelliérains font un parcours honorable en Coupe de France mais chutent en huitième de finale face à une solide équipe de l'AS Cannes emmené par un certain Zinédine Zidane.

## Déroulement de la saison

### Inter-saison
Le Montpellier HSC connait un mercato très mouvementé puisque le club voit partir plusieurs de ses figures mythiques, Daniel Xuereb, Carlos Alberto Valderrama, Jean-Claude Lemoult, Pascal Baills et surtout Laurent Blanc meilleur buteur du club, qui part se frotter au Calcio, avec le SSC Naples. 
Pour les remplacer, les dirigeants vont faire appel à Fabrice Divert, le buteur international du SM Caen, à Nikolai Todorov, un meneur de jeu bulgare ainsi qu'à Philippe Perilleux, Bertrand Reuzeau ou encore Thierry Laurey, de retour au club après trois saisons à vadrouiller un peu partout en France.
Les dirigeants font également confiance aux jeunes avec la signature des premiers contrat pro de Bruno Carotti, Serge Blanc et Fabien Lefèvre qui marqueront l'histoire du club.

### Championnat
Après un début de championnat plutôt difficile avec seulement 3 buts marqués en 7 matches et un meneur de jeu, Nikolai Todorov, qui a du mal à s'adapter à la France après des débuts prometteurs lors des matches amicaux. C'est Vincent Guérin, écarté de l'équipe à l'inter-saison pour ne pas avoir trouvé de clubs alors qu'il entrait dans sa dernière année de contrat, qui est rappelé et qui va être l'homme de l'année du Montpellier HSC. Les Pailladins profitent en effet de son retour en forme et des talents de buteurs de Fabrice Divert qui sera sélectionné par Michel Platini pour la phase finale de l'Euro 92 et d'un Jacek Ziober redevenu efficace pour remonter au classement.
Le club échoue cependant encore une fois aux portes de l'Europe et à deux points du SM Caen. Cette saison voit tout de même les débuts d'une nouvelle génération, avec principalement Serge Blanc, qui s'installe très vite dans l'équipe type, et les premiers pas dans l'élite de Laurent Djaffo, Fabien Lefèvre, Bruno Alicarte ou Bruno Carotti. 
Malgré cela, le contrat d'Henryk Kasperczak n'est pas renouvelé et ce dernier quitte l'Hérault pour le Lille OSC, Louis Nicollin saisissant ainsi l'occasion de s'assurer les services d'un nouvel entraîneur, Gérard Gili, ancien Champion de France avec l'Olympique de Marseille. L'entraineur polonais sera néanmoins celui qui aura obtenu les résultats les plus réguliers du club tout en offrant du spectacle à l'exigeant public héraultais, tout en donnant leur chance aux jeunes.

### Coupes nationales
Le parcours en Coupe de France est honorable, avec l'élimination de deux clubs de Division 1 avant d'être éliminer après prolongations en quart de finale contre l'AS Cannes.

## Joueurs et staff

### Transferts
| Été 1991                  |             |                                |                        |                      |
| Nom                       | Nationalité | Transfert                      | Provenance/Destination | Division             |
| Arrivées                  |             |                                |                        |                      |
| François Lemasson         | France      | Transfert                      | SM Caen                | Division 1           |
| Bertrand Reuzeau          | France      | Transfert                      | Lille OSC              | Division 1           |
| Bruno Carotti             | France      | Premier contrat pro            |                        |                      |
| Laurent Vacher            | France      | Premier contrat pro            |                        |                      |
| Serge Blanc               | France      | Premier contrat pro            |                        |                      |
| Fabien Lefèvre            | France      | Premier contrat pro            |                        |                      |
| Nikolai Todorov           | Bulgarie    | Transfert                      | Lokomotiv Sofia        | TBI A Football Group |
| Philippe Perilleux        | France      | Transfert                      | Lille OSC              | Division 1           |
| Thierry Laurey            | France      | Transfert                      | AS Saint-Étienne       | Division 1           |
| Fabrice Divert            | France      | Transfert                      | SM Caen                | Division 1           |
| Retours de prêt           |             |                                |                        |                      |
| Jérôme Palatsi            | France      | Expiration de la durée de prêt | Olympique d'Alès       | Division 2           |
| Radouane Abbes            | Algérie     | Expiration de la durée de prêt | Le Mans UC             | Division 2           |
| Départs                   |             |                                |                        |                      |
| Carlos Alberto Valderrama | Colombie    | Transfert                      | Real Valladolid        | Primera División     |
| Daniel Xuereb             | France      | Transfert                      | Olympique de Marseille | Division 1           |
| Franck Rizzetto           | France      | Transfert                      | Olympique d'Alès       | Division 2           |
| Jean-Claude Lemoult       | France      | Transfert                      | Nîmes Olympique        | Division 1           |
| Jean-Jacques Nono         | France      | Fin de contrat                 | Pau FC                 | Division 3           |
| Laurent Blanc             | France      | Transfert                      | SSC Naples             | Série A              |
| Pascal Baills             | France      | Transfert                      | Olympique de Marseille | Division 1           |
| Patrice Garande           | France      | Transfert                      | Le Havre AC            | Division 1           |
| Patrick Colleter          | France      | Transfert                      | Paris Saint-Germain    | Division 1           |
| Philippe Flucklinger      | France      | Transfert                      | FC Metz                | Division 1           |
| Claude Rioust             | France      | Transfert                      | Le Touquet AC          | Division 3           |

## Rencontres de la saison

### Division 1
| Tour       | Adversaire             | Lieu | Résultat | Buteurs du MHSC                                            |
| Journée 1  | AS Monaco              | Dom. | 1-4      | Jacek Ziober                                               |
| Journée 2  | AS Cannes              | Ext. | 0-2      | -                                                          |
| Journée 3  | Paris Saint-Germain    | Dom. | 1-0      | Fabrice Divert                                             |
| Journée 4  | Olympique lyonnais     | Ext. | 0-1      | -                                                          |
| Journée 5  | Sporting Toulon        | Dom. | 1-0      | Laurent Djaffo                                             |
| Journée 6  | Lille OSC              | Ext. | 0-1      | -                                                          |
| Journée 7  | Stade rennais          | Dom. | 0-0      | -                                                          |
| Journée 8  | FC Metz                | Ext. | 3-1      | Fabrice Divert · Philippe Perilleux                        |
| Journée 9  | SM Caen                | Dom. | 3-1      | (c.s.c.) Michel Rio · Michel Der Zakarian · Vincent Guérin |
| Journée 10 | Toulouse FC            | Ext. | 1-1      | Jacek Ziober                                               |
| Journée 11 | FC Sochaux-Montbéliard | Dom. | 3-2      | Jacek Ziober · Vincent Guérin                              |
| Journée 12 | RC Lens                | Ext. | 1-1      | Fabrice Divert                                             |
| Journée 13 | Nîmes Olympique        | Dom. | 0-0      | -                                                          |
| Journée 14 | FC Nantes              | Ext. | 0-0      | -                                                          |
| Journée 15 | AJ Auxerre             | Dom. | 1-1      | Philippe Perilleux                                         |
| Journée 16 | AS Saint-Etienne       | Ext. | 1-1      | Fabrice Divert                                             |
| Journée 17 | Olympique de Marseille | Dom. | 0-0      | -                                                          |
| Journée 18 | Le Havre AC            | Ext. | 0-3      | -                                                          |
| Journée 19 | AS Nancy-Lorraine      | Dom. | 2-0      | Thierry Laurey · Fabrice Divert                            |
| Journée 20 | AS Cannes              | Dom. | 3-0      | Philippe Perilleux · Fabrice Divert                        |
| Journée 21 | Paris Saint-Germain    | Ext. | 1-1      | Thierry Laurey                                             |
| Journée 22 | Olympique lyonnais     | Dom. | 3-0      | Michel Der Zakarian · Fabrice Divert · Laurent Djaffo      |
| Journée 23 | Sporting Toulon        | Ext. | 1-0      | Kader Ferhaoui                                             |
| Journée 24 | Lille OSC              | Dom. | 0-0      | -                                                          |
| Journée 25 | Stade rennais          | Ext. | 2-0      | Jacek Ziober                                               |
| Journée 26 | FC Metz                | Dom. | 1-0      | Thierry Laurey                                             |
| Journée 27 | SM Caen                | Ext. | 0-0      | -                                                          |
| Journée 28 | Toulouse FC            | Dom. | 0-0      | -                                                          |
| Journée 29 | FC Sochaux-Montbéliard | Ext. | 1-1      | Fabrice Divert                                             |
| Journée 30 | RC Lens                | Dom. | 0-0      | -                                                          |
| Journée 31 | Nîmes Olympique        | Ext. | 1-2      | Jacek Ziober                                               |
| Journée 32 | FC Nantes              | Dom. | 2-1      | Fabrice Divert · Jacek Ziober                              |
| Journée 33 | AJ Auxerre             | Ext. | 0-1      | -                                                          |
| Journée 34 | AS Saint-Etienne       | Dom. | 2-0      | Fabrice Divert                                             |
| Journée 35 | Olympique de Marseille | Ext. | 0-0      | -                                                          |
| Journée 36 | Le Havre AC            | Dom. | 2-2      | Fabrice Divert · Jean-Manuel Thétis                        |
| Journée 37 | AS Nancy-Lorraine      | Ext. | 1-3      | Fabrice Divert                                             |
| Journée 38 | AS Monaco              | Ext. | 1-1      | Vincent Guérin                                             |

### Coupe de France
| Tour            | Adversaire                 | Lieu | Résultat   | Buteurs du MHSC                 |
| 1/32e de finale | FC Martigues (Division 2)  | Ext. | 2-0        | Fabrice Divert                  |
| 1/16e de finale | Stade rennais (Division 1) | Dom. | 2-0        | Laurent Djaffo · Vincent Guérin |
| 1/8e de finale  | AS Cannes (Division 1)     | Ext. | 1-2 (a.p.) | Serge Blanc                     |

## Statistiques

### Statistiques collectives
| Compétition     | Débute au tour  | Place ou tour final | Matches joués | Gagnés | Nuls | Perdus | Buts pour | Buts contre | Différence |
| Division 1      | -               | 6e                  | 38            | 12     | 18   | 8      | 40        | 32          | +8         |
| Coupe de France | 1/32e de finale | 1/8e de finale      | 3             | 2      | 0    | 1      | 5         | 2           | +3         |
| Total           | -               | -                   | 41            | 14     | 18   | 9      | 45        | 34          | +11        |

### Statistiques individuelles
| Nat. | Nom          | Division 1 | Division 1  | Division 1 | Division 1   | Coupe de France | Coupe de France | Coupe de France | Coupe de France | Total | Total       | Total  | Total        |
| Nat. | Nom          | M.j.       | But inscrit | Averti     | Carton rouge | M.j.            | But inscrit     | Averti          | Carton rouge    | M.j.  | But inscrit | Averti | Carton rouge |
|      | Barrabé      | 38         | 0           | 1          | 0            | 3               | 0               | 0               | 0               | 41    | 0           | 1      | 0            |
|      | Lemasson     | 0          | 0           | 0          | 0            | 0               | 0               | 0               | 0               | 0     | 0           | 0      | 0            |
|      | Palatsi      | 0          | 0           | 0          | 0            | 0               | 0               | 0               | 0               | 0     | 0           | 0      | 0            |
|      | Reuzeau      | 36         | 0           | 0          | 0            | 3               | 0               | 0               | 0               | 39    | 0           | 0      | 0            |
|      | Alicarte     | 2          | 0           | 0          | 0            | 1               | 0               | 0               | 0               | 3     | 0           | 0      | 0            |
|      | Carotti      | 1          | 0           | 1          | 0            | 0               | 0               | 0               | 0               | 1     | 0           | 1      | 0            |
|      | Lucchesi     | 34         | 0           | 0          | 1            | 3               | 0               | 0               | 0               | 37    | 0           | 0      | 1            |
|      | Thétis       | 8          | 1           | 0          | 0            | 0               | 0               | 0               | 0               | 8     | 1           | 0      | 0            |
|      | Vacher       | 0          | 0           | 0          | 0            | 1               | 0               | 0               | 0               | 1     | 0           | 0      | 0            |
|      | Der Zakarian | 32         | 2           | 0          | 0            | 2               | 0               | 0               | 0               | 34    | 2           | 0      | 0            |
|      | Blanc        | 26         | 0           | 0          | 0            | 2               | 1               | 0               | 0               | 28    | 1           | 0      | 0            |
|      | Blondeau     | 16         | 0           | 0          | 0            | 3               | 0               | 0               | 0               | 19    | 0           | 0      | 0            |
|      | Lefèvre      | 3          | 0           | 0          | 0            | 1               | 0               | 0               | 0               | 4     | 0           | 0      | 0            |
|      | Ferhaoui     | 30         | 2           | 0          | 0            | 3               | 0               | 0               | 0               | 33    | 2           | 0      | 0            |
|      | Todorov      | 26         | 0           | 0          | 0            | 1               | 0               | 0               | 0               | 27    | 0           | 0      | 0            |
|      | Perilleux    | 29         | 3           | 0          | 0            | 1               | 0               | 0               | 0               | 30    | 3           | 0      | 0            |
|      | Brouard      | 6          | 0           | 0          | 0            | 0               | 0               | 0               | 0               | 6     | 0           | 0      | 0            |
|      | Laurey       | 23         | 3           | 1          | 0            | 0               | 0               | 0               | 0               | 23    | 3           | 1      | 0            |
|      | Guérin       | 29         | 3           | 0          | 0            | 3               | 1               | 0               | 0               | 32    | 4           | 0      | 0            |
|      | Suvrijn      | 33         | 0           | 0          | 0            | 3               | 0               | 0               | 0               | 36    | 0           | 0      | 0            |
|      | Garcia       | 3          | 0           | 0          | 0            | 0               | 0               | 0               | 0               | 3     | 0           | 0      | 0            |
|      | Divert       | 38         | 14          | 1          | 0            | 3               | 2               | 0               | 0               | 41    | 16          | 1      | 0            |
|      | Ziober       | 36         | 8           | 1          | 0            | 2               | 0               | 0               | 0               | 38    | 8           | 1      | 0            |
|      | Castro       | 6          | 0           | 0          | 0            | 1               | 0               | 0               | 0               | 7     | 0           | 0      | 0            |
|      | Djaffo       | 11         | 2           | 0          | 0            | 2               | 1               | 0               | 0               | 13    | 3           | 0      | 0            |

### Autres statistiques
| Meilleurs buteurs \| Joueur \| Total \| \| Fabrice Divert \| 16 \| \| Jacek Ziober \| 8 \| \| Vincent Guérin \| 4 \| \| Laurent Djaffo \| 3 \| \| Philippe Perilleux \| 3 \| \| Thierry Laurey \| 3 \| \| Kader Ferhaoui \| 2 \| \| Michel Der Zakarian \| 2 \| \| Jean-Manuel Thétis \| 1 \| \| Serge Blanc \| 1 \| | Equipe type de la saison Barrabé Reuzeau Lucchesi Der Zakarian Blanc Suvrijn Perilleux Ferhaoui Ziober Guérin Divert D'après les temps de jeu à leur poste. |  |
| Joueur | Total |  |
| Fabrice Divert | 16 |  |
| Jacek Ziober | 8 |  |
| Vincent Guérin | 4 |  |
| Laurent Djaffo | 3 |  |
| Philippe Perilleux | 3 |  |
| Thierry Laurey | 3 |  |
| Kader Ferhaoui | 2 |  |
| Michel Der Zakarian | 2 |  |
| Jean-Manuel Thétis | 1 |  |
| Serge Blanc | 1 |  |

Buts
- Premier but de la saison :   Jacek Ziober contre l'AS Monaco lors de la 1re journée de championnat
- Premier doublé :    Fabrice Divert contre le FC Metz lors de la 8e journée de championnat
- Plus grande marge : 3 buts (marge négative et positive) à quatre reprises
- Plus grand nombre de buts dans une rencontre : 5 buts 1-4 contre l'AS Monaco et 3-2 contre FC Sochaux-Montbéliard lors des 1re et 11e journées de championnat